# San Joaquín Limón
San Joaquín Limón är en ort i Mexiko.   Den ligger i kommunen Tlalixcoyan och delstaten Veracruz, i den sydöstra delen av landet, 300 km öster om huvudstaden Mexico City. San Joaquín Limón ligger 40 meter över havet och antalet invånare är 180.
Terrängen runt San Joaquín Limón är platt, och sluttar österut. Runt San Joaquín Limón är det ganska tätbefolkat, med 60 invånare per kvadratkilometer. Närmaste större samhälle är Piedras Negras, 8,1 km nordost om San Joaquín Limón. Trakten runt San Joaquín Limón består till största delen av jordbruksmark.